# Coupe de France 1987/88
Het seizoen 1987/88 was het 71e seizoen van de Coupe de France in het voetbal. Het toernooi werd georganiseerd door de Franse voetbalbond.
Dit seizoen namen er 5293 clubs deel (329 meer dan de record deelname uit het vorige seizoen). De competitie ging in de zomer van 1987 van start en eindigde op 11 juni 1988 met de finale in het Parc des Princes in Parijs. De finale werd gespeeld tussen Football Club de Metz (voor de derde keer finalist) en FC Sochaux (voor de vierde keer finalist). FC Metz veroverde voor de tweede keer de beker door FC Sochaux na strafschoppen te verslaan.
Als bekerwinnaar vertegenwoordigde FC Metz Frankrijk in de Europacup II 1988/89.

## Uitslagen

### 1/32 finale
De 20 clubs van de Division 1 kwamen in deze ronde voor het eerst in actie. De wedstrijden werden op 12 en 13 maart gespeeld.
| Winnaar                    | Uitslag      | Verliezer                |
| -------------------------- | ------------ | ------------------------ |
| FC Metz                    | 1-0          | FC Montceau-Bourgogne 71 |
| FC Sochaux                 | 2-1          | Tours FC                 |
| Stade Reims                | 3-2          | FC Bourges               |
| OGC Nice                   | 1-0          | Gazélec FCO Ajaccio      |
| Quimper Cornouaille FC     | 4-1          | Stade Rennes             |
| RC Lens                    | 1-0          | AS Beauvais-Marissel     |
| SO Châtellerault           | 1-0          | Limoges Foot 87          |
| Lille OSC                  | 3-1          | Brest Armorique          |
| FC Mulhouse                | 0-0 ns (4-1) | AS Saint-Étienne         |
| Montpellier La Paillade SC | 3-0          | AFC Aurillac             |
| Le Havre AC                | 1-0          | Cercle Dijon             |
| Toulouse FC                | 2-0          | Stade Laval              |
| AEP Bourg-La Roche         | 2-1          | Stade Saint-Brieuc       |
| FC Sète                    | 1-0          | Istres Sports            |
| US Créteil                 | 2-1          | ECAC Chaumont            |
| AJ Auxerre                 | 2-0          | US Valenciennes-Anzin    |

| Winnaar                   | Uitslag      | Verliezer                   |
| ------------------------- | ------------ | --------------------------- |
| AS Nancy                  | 5-2          | Paris FC ‘83                |
| Paris Saint-Germain       | 1-0          | AS Libourne                 |
| SEC Bastia                | 1-0          | Olympique Marseille         |
| AS Monaco                 | 2-1          | CO Saint-Dizier             |
| SO Cholet                 | 0-0 ns (4-2) | CA Lisieux                  |
| USL Dunkerque             | 2-1          | Chamois Niort FC            |
| SM Caen                   | 2-0          | Saint Colomban Locminé      |
| SC Abbeville-Côte Picarde | 2-1          | US Fécamp                   |
| Stade Vallauris           | 3-1          | Hyères FC                   |
| RC Strasbourg             | 6-0          | SR Saint-Dié                |
| AC Évreux                 | 2-1          | Entente Melun-Fontainebleau |
| Olympique Lyon            | 5-0          | FC Grenoble Dauphiné        |
| USM Endoume Catalans      | 2-1          | AS Cannes                   |
| Sporting Toulon Var       | 1-0          | Olympique Nîmes             |
| Matra Racing              | 1-0          | RC Ancenis                  |
| FC Nantes                 | 1-1 ns (4-3) | Girondins Bordeaux          |

### 1/16 finale
De heenwedstrijden op 29 en 30 maart gespeeld, de terugwedstrijden op 4,5 en 12 april.
 * = eerst thuis 
| Winnaar                  | Uitslag  | Verliezer                   |
| ------------------------ | -------- | --------------------------- |
| FC Metz                  | 0-1, 2-0 | AS Nancy *                  |
| FC Sochaux               | 3-1, 3-0 | Paris Saint-Germain *       |
| Stade Reims *            | 2-2, 1-0 | SEC Bastia                  |
| OGC Nice                 | 1-1, 2-0 | AS Monaco *                 |
| Quimper Cornouaille FC * | 2-1, 2-0 | SO Cholet                   |
| RC Lens                  | 2-0, 3-0 | USL Dunkerque *             |
| SO Châtellerault *       | 1-0, 2-3 | SM Caen                     |
| Lille OSC                | 2-2, 2-0 | SC Abbeville-Côte Picarde * |

| Winnaar                    | Uitslag             | Verliezer           |
| -------------------------- | ------------------- | ------------------- |
| FC Mulhouse                | 3-1, 2-1            | Stade Vallauris *   |
| Montpellier La Paillade SC | 1-1, 3-2            | RC Strasbourg *     |
| Le Havre AC                | 1-1, 5-1            | AC Évreux *         |
| Toulouse FC *              | 3-1, 0-1            | Olympique Lyon      |
| AEP Bourg-La Roche *       | 4-1, 2-2            | US Endoume Catalans |
| FC Sète *                  | 2-0, 0-2 ns (11-10) | Sporting Toulon Var |
| US Créteil                 | 1-0, 1-0            | Matra Racing *      |
| AJ Auxerre *               | 1-0, 0-0            | FC Nantes           |

### 1/8 finale
De heenwedstrijden werden op 19 april gespeeld, de terugwedstrijden op 22 en 23 april.
 * = eerst thuis 
| Winnaar       | Uitslag           | Verliezer                    |
| ------------- | ----------------- | ---------------------------- |
| FC Metz *     | 1-0, 2-0          | FC Mulhouse                  |
| FC Sochaux    | 2-2, 1-0          | Montpellier La Paillade SC * |
| Stade Reims * | 2-0, 0-1          | Le Havre AC                  |
| OGC Nice      | 1-1, 1-1 ns (4-1) | Toulouse FC *                |

| Winnaar                | Uitslag           | Verliezer            |
| ---------------------- | ----------------- | -------------------- |
| Quimper Cornouaille FC | 3-1, 2-2          | AEP Bourg-La Roche * |
| RC Lens                | 0-0, 1-0 nv       | FC Sète *            |
| SO Châtellerault *     | 0-0, 0-0 ns (5-4) | US Créteil           |
| Lille OSC *            | 1-0, 1-2 nv       | AJ Auxerre           |

### Kwartfinale
De heenwedstrijden werden op 10 mei gespeeld, de terugwedstrijden op 17 en 18 mei.
 * = eerst thuis 
| Winnaar       | Uitslag  | Verliezer                |
| ------------- | -------- | ------------------------ |
| FC Metz       | 0-1, 5-0 | Quimper Cornouaille FC * |
| FC Sochaux    | 2-2, 1-0 | RC Lens *                |
| Stade Reims * | 3-0, 3-1 | SO Châtellerault         |
| OGC Nice *    | 3-0, 1-0 | Lille OSC                |

### Halve finale
De heenwedstrijden werden op 31 (Sochaux-Nice) en 1 juni (Metz-Reims) gespeeld, de terugwedstrijden op 6 juni.
 * = eerst thuis 
| Winnaar    | Uitslag  | Verliezer   |
| ---------- | -------- | ----------- |
| FC Metz *  | 4-0, 1-3 | Stade Reims |
| FC Sochaux | 1-2, 2-0 | OGC Nice *  |

### Finale
De wedstrijd werd op 11 juni 1988 gespeeld in het Parc des Princes in Parijs voor 44.531 toeschouwers. De wedstrijd stond onder leiding van scheidsrechter Claude Bouillet.
| Winnaar                                                                                      | Uitslag      | Finalist                                                                    |
| -------------------------------------------------------------------------------------------- | ------------ | --------------------------------------------------------------------------- |
| FC Metz                                                                                      | 1-1 ns (5-4) | FC Sochaux                                                                  |
| Eric Black 45'                                                                               |              | 36' Stéphane Paille                                                         |
| Bernard Zénier Philippe Hinschberger Jean-Louis Zanon Christian Bracconi Sylvain Kastendeuch |              | Faruk Hadžibegić Franck Sauzée Stéphane Paille Gilles Rousset Michaël Madar |

1917/18 · 1918/19 · 1919/20 · 1920/21 · 1921/22 · 1922/23 · 1923/24 · 1924/25 · 1925/26 · 1926/27 · 1927/28 · 1928/29 · 1929/30 · 1930/31 · 1931/32 · 1932/33 · 1933/34 · 1934/35 · 1935/36 · 1936/37 · 1937/38 · 1938/39 · 1939/40 · 1940/41 · 1941/42 · 1942/43 · 1943/44 · 1944/45 · 1945/46 · 1946/47 · 1947/48 · 1948/49 · 1949/50 · 1950/51 · 1951/52 · 1952/53 · 1953/54 · 1954/55 · 1955/56 · 1956/57 · 1957/58 · 1958/59 · 1959/60 · 1960/61 · 1961/62 · 1962/63 · 1963/64 · 1964/65 · 1965/66 · 1966/67 · 1967/68 · 1968/69 · 1969/70 · 1970/71 · 1971/72 · 1972/73 · 1973/74 · 1974/75 · 1975/76 · 1976/77 · 1977/78 · 1978/79 · 1979/80 · 1980/81 · 1981/82 · 1982/83 · 1983/84 · 1984/85 · 1985/86 · 1986/87 · 1987/88 · 1988/89 · 1989/90 · 1990/91 · 1991/92 · 1992/93 · 1993/94 · 1994/95 · 1995/96 · 1996/97 · 1997/98 · 1998/99 · 1999/00 · 2000/01 · 2001/02 · 2002/03 · 2003/04 · 2004/05 · 2005/06 · 2006/07 · 2007/08 · 2008/09 · 2009/10 · 2010/11 · 2011/12 · 2012/13 · 2013/14 · 2014/15 · 2015/16 · 2016/17 · 2017/18 · 2018/19 · 2019/20 · 2020/21 · 
2021/22 · 2022/23 · 2023/24 · 2024/25 ·